# Папа Јован VIII
Папа Јован VIII (лат. Ioannes VIII; умро 16. децембра 882) је био 107. папа од 13. децембра 872. године до своје смрти. Сматра се за једног од најспособнијих папа у 9. веку. Велики део свог понтификата Јован је провео у борби са муслиманским освајачима који су из својих упоришта у јужној Италији организовали походе ка северу угрожавајући тако економију папске баштине.

## Биографија
Рођен је у Риму у Папској држави. Као младић је био сведок муслиманских напада на Рим које су организовали Аглабиди. На папски престо дошао је након смрти папе Николе I. Током понтификата папе Јована дошло је до административне реорганизације папске курије. Јован је тражио војну помоћ од Карла Ћелавог и Боса Провансалског након сараценске пљачке Кампаније. Његове молбе нису испуњене те је присиљен плаћати данак Емирату Сицилији. Папа Јован забранио је било какве савезе хришћана са муслиманима. Међутим, његови напори показали су се неуспешним, делимично због тога што су хришћанске вође у јужној Италији посматрали његове позиве на јединство као изговор да се успостави папска власт у јужној Италији
Методије Солунски је у доба понтификата папе Јована проповедао ширење византијског хришћанства у Моравској. Године 870. утамничен је од стране германских црквених вођа које су га оптужиле за јерес. Папа Јован наредио је ослобођење Методија и дозволио му је да настави свој рад у Илирику, али му је забранио богослужење на словенском језику. Године 876. Јован је путовао широм Кампаније у настојању да формира савез Салерна, Капуе, Напуља, Гаете и Амалфија против муслимана. До 877. године свих пет градова послали су своје делегате да уговоре склапање савеза. Године 879. Јован је признао враћање Фотија на место цариградског патријарха. Фотија је претходни папа Хадријан екскомуницирао 869. године. Ова мера папе Јована усмерена је ка нормализацији односа са Византијским царством ради заједничке борбе против муслимана.
Године 878. Јован је крунисао Луја II за краља Француске. Такође је крунисао и два светоримска цара: Карла II и Карла III. Папа Јован убијен је 16. децембра 882. године и тако постао први папа који је убијен. Наводно је убијен због хомосексуалне оријентације, од стране жене у чијег се супруга заљубио. Докрајчили су га њени заменици ударцем чекићем у главу. Сахрањен је у Базилици Светог Петра. Наследио га је папа Марин I По другој верзији, ради се о паписи Ивани која је рођена у Енглеској и претварала се да је мушко, па је као као таква доспела до трона папе. Убијена је јер се при једној литији у Риму порађала и запрепаштени народ, када је то видео, ју је убио. Римокатоличка црква ову верзију данас негира, иако је та тема била актуелна вековима. На основу тога је Емануил Роидис (Ἐμμανουὴλ Ῥοΐδης, Emmanuel Rhoides) 1866. г. написао роман Паписа Ивана, а 2009. je снимљен и филм истога имена.